# 東明館 (勧工場)
東明館（とうめいかん）は、東京市神田区裏神保町一番地（現在の東京都千代田区神田神保町1丁目）にあった勧工場である。1892年（明治25年）7月5日に開館。

## 概要
東明館は1892年（明治25年）7月5日に開業。東京市神田区裏神保町一番地。元幕府儒者古賀謹一郎の屋敷跡、現在のすずらん通りに建てられた。（旧小川町警察署向かい角）。1982年（明治25年）5月から建築が始まり、同年7月5日に開業した。
「明治二十五年四月。當時惟一の勧業場たりし洽集館の焼失せしより。衆庶の利便を失はむことを恐れ。同年東京府の認可を得て建築に従事し。七月五日警視廳の許可を経て開業せり」とあるように建物は洽集館、後の南明館を意識して建てられた。

### 勧工場
勧工場（関西では勧商場）は、百貨店、マーケットの前身にあたる。明治時代に多く設立された形式の店舗で、しばしば勧業場とも呼ばれていた。その起源は1878年（明治11年）にさかのぼる。この年の1月20日、東京府が丸の内（辰ノ口）に勧工場を設立した。この勧工場では前年に開催された第1回内国勧業博覧会で売れ残った品物を陳列し販売した。
勧工場は日用雑貨や衣類などの良質な商品が1か所で販売されたため、人々から歓迎された。その後、1882年（明治15年）ごろから東京府以外でも主要な都市にさまざまな規模の勧工場が急増し繁栄したものの、その繁栄は続かず、明治時代末期には衰退が始まっている。

## 特徴
東明館は総煉瓦造りで高い塔を持つ洋風建築である。内部装飾に力を注ぎ、館内の光線射通や空気の流通を工夫することで、夏は涼しく冬は暖かい快適な環境を実現していた。建物の広さは360坪であり、通路の両側には壁一面が陳列棚として利用され、片側には幅4～5尺の陳列台が続いていた。店番は座って接客を行い、店番同士の間には木戸付きの細い路が設けられていた。また、入り口と出口が分かれ、館内の通路を一巡しなければ外に出られない構造となっていた。通路の両側には日用品、文具、玩具、衣料品などを販売する売店が並んでいた（資料8）。1903年（明治36年）当時、陳列店数は55店に達し、年間売上高は63,704円、経費高は12,586円に上っていた。和洋小間物類、呉服寝具類、洋品類、陶器、家具、金物、文具、玩具、靴、袋物、時計、書類、傘履物、眼鏡、ランプ、宝石など、多種多様な商品を扱う店舗が出店していた。